# 乐黛云
乐黛云（1931年1月10日—2024年7月27日），中国比较文学学科开拓者、奠基人，北京大学中文系教授、博士生导师。

## 生平
1931年出生于贵州贵阳，有苗族血统，祖母是苗族人。乐黛云之父乐森玮為国立贵州大学英文系教授，受到家庭影响，她从初级中学起阅读外国文学，例如《德伯家的苔丝》、《简・爱》、《三剑客》、《飘》、《圣经》和《查泰莱夫人的情人》等等，深受西方文化影响。
1948年大学招生考试，一意希望前往北京，最初报考北京大学外语系，后为沈从文赏识，进入北京大学中文系学习。大学期间投身中共革命事业，加入地下组织民主青年同盟，负责校对来自解放区的进步书籍。1952年毕业留校从教。
1957年打为右派，下乡劳动改造。1962年回到北京大学，分派图书馆资料室做文件整理的闲差。文革期间由于丈夫汤一介被批斗，再次受到冲击。文革结束以后，乐黛云被安排给北京大学的欧美留学生上现代文学课。1981年，得到出国机会，前往美国哈佛大学进修访问一年，1982年转入加州大学伯克利分校东方文化系做访问学者。在美国期间接触到比较文学学科，并将比较文学学科研究成果介绍回中国，奠定了中国比较文学研究的学科基础。历任深圳大學中文系主任，北京大学現代文學和比較文學教授，博士生導師，跨文化研究中心主任、北京外國語大學文學院教授及中國比較文學學會會長等。。2024年7月27日凌晨在北京逝世，享年93岁。

## 家庭
乐黛云配偶为著名哲学家汤一介。两人皆为地下党新民主主义青年团干部。1949年在北京大学文学院青年团任职期间熟识。1952年两人大学毕业时即结婚。女儿汤丹、儿子汤双皆为理工学科背景，现居住于美国，为美国公民。